# Charles Ginsburg
Charles Ginsburg (São Francisco, 27 de julho de 1920 — Eugene, 9 de abril de 1992) foi um engenheiro estadunidense.